# Непи (Витербо)
Непи (итал. Nepi) је насеље у Италији у округу Витербо, региону Лацио.
Према процени из 2011. у насељу је живело 6186 становника. Насеље се налази на надморској висини од 222 м.

## Становништво
Према резултатима пописа становништва 2011. у општини је живело 9.353 становника.
| 1931. | 1936. | 1951. | 1961. | 1971. | 1981. | 1991. | 2001. | 2011. |
| ----- | ----- | ----- | ----- | ----- | ----- | ----- | ----- | ----- |
| 3.476 | 3.586 | 4.450 | 4.443 | 4.827 | 5.335 | 6.346 | 7.827 | 9.353 |